# El Kouif
El Kouif là một đô thị thuộc tỉnh Tébessa, Algérie. Dân số thời điểm năm 2002 là 15.777 người.